# James Overlack
James Overlack (* 11. Januar 1877 in Willich; † 24. März 1960 in Delmenhorst) war ein deutschsprachiger Autor von Wildwest- und Abenteuerromanen. Sein Pseudonym war Hans Haller, unter dem er seit 1933 Romane veröffentlichte. Nach dem Zweiten Weltkrieg wurden neben Erstausgaben mehrere seiner Romane im Verlag Paul Feldmann, Hüls, wiederveröffentlicht.

## Werke (Auswahl)
- Die Goldmine. Burmester, Bremen 1934.
- Der Bergwolf. Burmester, Bremen 1936.
- Einauge. Burmester, Bremen 1939.
- Die steinerne Maske. Feldmann, Hüls 1952.

als Hans Haller:
- Banditenjäger. Feldmann, Hüls 1937.
- Das Ende der Roten Hand. Burmester, Bremen 1939.